# Low Force
Der Low Force ist ein Wasserfall im Lauf des Flusses Tees im County Durham in England. Der Wasserfall liegt in der North Pennines Area of Outstanding Natural Beauty.
In zwei Stufen fällt der Fluss hier um insgesamt 5,50 m.
Hollywood-Filmregisseur Steven Spielberg wählte als Produzent Low Force aus, um Szenen für den Film 1917 zu drehen.